# تارانت کینستون
تارانت کینستون (به انگلیسی: Tarrant Keyneston) یک روستا و محله مدنی در بریتانیا است که در North Dorset واقع شده‌است. تارانت کینستون ۳۱۰ نفر جمعیت دارد.